# Pic des cactus
Melanerpes cactorum
Espèce
Statut de conservation UICN

 LC  : Préoccupation mineure
Le Pic des cactus (Melanerpes cactorum) est une espèce d'oiseaux de la famille des Picidae,  originaire du centre de l'Amérique du Sud.

## Distribution et habitat
Son aire de répartition comprend le sud-est du Pérou, la Bolivie, l'Uruguay, le nord de l'Argentine, le Paraguay et le sud-est du Brésil. Son habitat typique est le Chaco, la savane et le semi-désert avec des arbres, des arbustes et des cactus dispersés. Il est également présent dans les palmeraies, les galeries forestières et les terres agricoles avec des arbres épars. Il vit à des altitudes allant jusqu'à 2 500 m. C'est une espèce non migratrice et sédentaire.